# Palissery
Palissery è una suddivisione dell'India, classificata come census town, di 7 950 abitanti, situata nel distretto di Thrissur, nello stato federato del Kerala. In base al numero di abitanti la città rientra nella classe V (da 5 000 a 9 999 persone).

## Geografia fisica
La città è situata a 10° 28' 25 N e 76° 13' 10 E.

## Società

### Evoluzione demografica
Al censimento del 2001 la popolazione di Palissery assommava a 7 950 persone, delle quali 3 852 maschi e 4 098 femmine. I bambini di età inferiore o uguale ai sei anni assommavano a 912, dei quali 447 maschi e 465 femmine. Infine, coloro che erano in grado di saper almeno leggere e scrivere erano 6 690, dei quali 3 311 maschi e 3 379 femmine.